# Wetherby
Wetherby ist eine Kleinstadt im Metropolitan Borough City of Leeds der englischen Grafschaft West Yorkshire und besaß laut Volkszählung im Jahre 2022 insgesamt 11.711 Einwohner.

## Geschichte
Erste urkundliche Erwähnung findet Wetherby 1240 in einem Erlass von Heinrich III., in dem er dem Ort Marktrechte verlieh und eine jährliche dreitägige Messe gestattete. 1318/1319 wurde Wetherby nach der Schlacht von Bannockburn durch die Schotten niedergebrannt, wobei zahlreiche Einwohner getötet wurden. 1644, im englischen Bürgerkrieg, warteten hier die Parlamentarier zwei Tage auf die schottischen Truppen, um mit ihnen nach Marston Moor zu marschieren.

## Sehenswürdigkeiten
- der Stadtteil Bishopsgate geht auf Walter de Gray, Erzbischof von York zurück, der 1233 denjenigen einen Ablass gewährte, die zum Aufbau der Wetherby Bridge beitrugen.[2]
- Die Stadt ist bekannt für ihre Pferderennbahn.
- Ramham Park

## Partnerstädte
- Privas in Frankreich

## Söhne und Töchter der Stadt
- Peter Bolton (1919–2008), britischer Autorennfahrer
- Robert Sturdy (* 1944), britischer Politiker
- Jessica Barden (* 1992), Schauspielerin